# هورون (اوهایو)
هورون(به انگلیسی: Huron) شهری در ایالت اوهایو کشور ایالات متحده آمریکا است که جمعیت آن در سرشماری سال ۲۰۱۰ میلادی، ۷٬۱۴۹ نفر بوده‌است.